# 白と黒 (テレビドラマ)
『白と黒』（しろとくろ）は、東海テレビ・フジテレビ系列で、2008年6月30日から9月26日まで放送された昼のテレビドラマである。全64回。放送時間は13:30～14:00 (JST)。
信州（長野県）の山の中にある生薬研究所が舞台だが、背景や窓の外はロケ撮影ではなく、ブルーバック合成画面を使っている。

## 概要
誠実で思慮深い善人・章吾と婚約しながらも、人を傷つけることもいとわぬ享楽的で情熱的な悪人・聖人との間で揺れるヒロイン・礼子をめぐる三角関係を描く作品。親友・一葉が起こした交通事故現場に取り残されたことで、その真相を探る礼子は、いつしか対照的な性格の二人を愛し始めてしまう。心の内面にある白と黒、善と悪を描く。
ヒロインに20歳の女優が起用されることは『愛のことば』の鶴水瑠衣以来、7年ぶりであった。近年の東海テレビ昼ドラと比較すると、ヒロインの相手役の年齢も低めである。
脚本の坂上かつえと岡崎由紀子は、この作品で初めて昼ドラの脚本を担当した。

## あらすじ
信州にある「桐生創薬研究所」で働くことになった礼子。研究所主催のパーティーで、所長・和臣の長男・章吾から突然プロポーズされ、礼子は快諾する。章吾の幼馴染の一葉は二人の突然の結婚に驚きながらも祝福する。一葉の運転する車は山道を走る途中、突然車が横転する。礼子は意識を失う。意識が戻ると礼子は一葉に助けを求めたが、何故か一葉は瀕死の礼子を事故現場に置き去りにして立ち去った…。礼子は偶然バイクで通りかかった聖人に助けられるが、事故後も変わらぬ優しさと親切さで自分に接する一葉の中の真実を知りたくなる。

## キャスト
桐生（神室）礼子 - 西原亜希
本作の主人公。幼い頃に父と死別した。母はいたがネグレクト状態だったところを養女に出され、養父母に育てられたために、苦労に甘えない強かな性格になったが、温かく誠実なものに憧れている。薬学部の学生だったが「桐生創薬研究所」に入所が決まり、章吾にプロポーズされ婚約した。親友・一葉が起こした自動車事故現場に置き去りにされたことをきっかけに、一葉と章吾の関係を疑い始め、聖人により章吾と一葉の過去の関係や二人の本音が暴かれ、次第に真実を知ってゆく。大雨の中、山の中に取り残された時に聖人に助けられ、キスをされてから聖人を意識し、聖人のことを調べ出す。ある日自宅を訪ねてきた小林から聖人の企みを知り、彩乃に相談する。勘当された聖人から駆け落ちを持ちかけられるが、一葉の妨害により待ち合わせの場に行けなかった。倒れた彩乃の身の回りの世話をする。聖人と章吾の間で心揺らいでいたが、その後章吾と結婚する。復讐に燃える聖人が近寄ってくるも、果敢に対応していたが…。
桐生聖人 - 佐藤智仁（現・佐藤祐基）
和臣の次男。大学卒業後は海外を放浪していた。幼少時から画才があり、父・和臣の期待に背き、大喧嘩となり家出をしていた。4年ぶりに桐生家に戻り、画家の道を志すと言うが、現在も定職に就いていない。自動車事故にあった礼子を救う。誠実を絵に描いたような兄・章吾と父・和臣を憎んでいたが、何故か研究所に貸し出されていた土地を秋元の開発から守るため、やくざから金を借りる。事故の真相を突き止めると言い礼子に近づくが、その真剣な姿に次第に引かれてゆく。サリナを使い、小林を利用し研究所のデータを盗もうとしている。「欲望は人間の本能」と、享楽的に生活しており、人を傷つけることも厭わない悪人。手先が器用であり、礼子が子供の頃に養父母に唯一ねだって買ってもらったペガサスのイラストが入ったオルゴールを修理した。幼い頃に母を亡くしていると信じていたが、彩乃が実母だと知る。余命わずかな彩乃の傍におり、彩乃の最期を看取る。和臣に毒を盛った容疑で自首、服役する。3年後に大貫が身柄引受人となり出所、一葉と結婚し「青の館」でワイン管理人として暮らすが、礼子への復讐心で燃えている。
桐生章吾 - 小林且弥
和臣の長男。「桐生創薬研究所」に勤める跡取り息子。幼馴染の一葉の紹介で研究所に入った礼子の婚約者。かつて一葉とこっそり交際していたが、父・和臣の薦めで礼子に求婚した。誠実で思慮深く、理想家で意志が強い善人だが、意志の強さが行過ぎると強引になる。弟・聖人の出来の悪さを恥じるが、奔放な生き方や絵の才能に嫉妬している。フェンシングが得意。家庭的な雰囲気を持つが、礼子と一葉の間を行き来する姿は優柔不断に映り、聖人からも挑発・指摘された。聖人の企みを礼子が知っていた事で礼子に不信感を抱く。様子がおかしな礼子を尾行し「青の館」で礼子から彩乃が自分の実母だと聞かされ、衝撃を受ける。3年後、礼子と結婚し、和臣が発見した新成分の件で忙しく過ごしていたが、服役しているはずの聖人から手紙が届く。
桐生（秋元）一葉 - 大村彩子
礼子の親友、章吾と聖人の幼馴染。高校時代は章吾の応援団長だった。東京の大学に通い、卒業後は暫く保母をしていた。信州にある不動産会社社長令嬢だが、それに鼻をかけない優しい性格。研究所主催のパーティの帰りに自動車事故を起こし、同乗していた礼子を置いて立ち去るが、事故後も礼子に変わりない優しい友情で接する。章吾との交際は終わった事だと礼子に語るが、章吾への思いは続いており、章吾の子供を堕胎したと章吾と礼子に言うが、サリナに堕胎が嘘である事を暴露され、堕胎が嘘であると知りつつも同情と友情のため問い詰めて来なかった章吾の姿に打ちひしがれる。研究所に貸し出されていた東谷の土地を父にねだり、新たな地主となっている。研究所に差し入れを強引にし、和臣から研究所への出入を禁じられるが、温室で章吾と密会する。ところが心労で入院、見舞いに来た礼子に結婚の邪魔をしたことを詫びる。しかし、偶然礼子の部屋で聖人が駆け落ちの約束を書いたメモを見つけ、章吾に告げ口する。イギリスへ留学する前に礼子に事故の時の殺意を謝罪。3年後、聖人と偶然出会い結婚。現在は「青の館」に住み「桐生製薬研究所」で働き始める。聖人とは夫婦生活はなく、自分との結婚が聖人の礼子への復讐のためだと知りショックを受ける。悪い意味でプラス思考、かつ自己陶酔に浸っていたが、自分が不利になるとすぐに泣き、周囲の同情を買おうとするが、章吾には通じなくなった。
鈴木路子 - 伊佐山ひろ子
桐生家家政婦。幼少期から章吾と聖人を愛情を持って面倒を見ている。和臣には彼の生真面目さに堅苦しさを感じているが、敬意はある。和臣の部屋から大量の注射器を発見し驚く。密かに和臣に恋心を抱いている。
橘（大貫）彩乃 - 小柳ルミ子
読書会と称し、自由恋愛の場を提供する会員制サロン「青の館」を営むマダム。和臣と結婚していたが、和臣の堅苦しさに嫌気が指し出奔。章吾と聖人の母。現在は愛人の大貫姓を名乗っている。独特の価値観を持って自由奔放に生きており、始めは礼子と衝突するが後に礼子の相談相手となる。サロンには桐生家にある女性の肖像画のレプリカが飾られていることから、聖人から自分を捨てた母親だと指摘されるが否定する。しかし礼子の怒りにより、親子の名乗りをしないものの聖人が悪事に足を踏み入れていることに心を痛める。礼子の前で突然倒れ、末期の肝臓癌の疑いがあり緊急入院する。余命は長くて3ヶ月と診断され、肝臓移植を薦められるが無理に退院し、死期を悟るように真紅のドレスで聖人とダンスを踊りながら息を引き取る。
（第21話から第36回まで、最終回のみ出演）
大貫 - 大出俊
輸入業を営んでいる彩乃の愛人。大貫の会社の危機を彩乃が救ったことがあり、妻も彩乃の存在を知っている。彩乃の遺体を引き取り葬儀を出した。3年後、聖人の身柄引受人となり、自らの会社へ雇い入れた。現在は彩乃が残した「青の館」でワイン試飲会を行う。聖人のA115の研究データを盗む計画に絡んでいる。
（第21話からの出演）
桐生和臣 - 山本圭
章吾と聖人の父親。章吾と聖人には母親は死んだと言っているが、実は以前彩乃と婚姻関係にあった。高潔さで名高い「桐生創薬研究所」所長。真面目と誠実さを絵に描いたような人物。研究者として立派に成長した章吾を誇らしく思い、出来の悪い聖人を恥じる。研究所の将来の為、礼子を見初め章吾に婚約するよう命じた。聖人が小林を脅し、研究データを盗もうとしていたことを知り激怒、聖人を勘当する。研究者としての業績も高いが、それに自惚れる事無くひたすら社会のために研究に没頭する姿勢から、賞賛を集めている。一葉の父とは以前から仲が悪い。短気で激怒するとすぐに激しく殴るため、従来の研究者のイメージとはかけ離れた部分がある。聖人から彩乃を救って欲しいと土下座されたが、残酷なまでに彩乃を非難し断る。その頃、研究していたセフィロニウムという植物からの新成分を発見。世紀の発見と新聞にも取り上げられ、記念パーティーの夜、聖人がお祝に持って来たワインを口にし、倒れる。一命を取り留めたが3年後も左足に麻痺が残る。セフィロニウムから抽出したA115を自ら注射し、人体実験を行った。
篠塚 - 仲本工事
桐生家出入りのクリーニング商。路子と噂話をするのが好き。
サリナ - 桂亜沙美
聖人の恋人。久しぶりに家に戻った聖人が連れてきた女性。東京で怪しげな水商売を転々としていた所を彼に拾われた。聖人の企みに関わっている。私利私欲に忠実で裏表が無い性格。一葉の堕胎が嘘であることを見抜き、一葉から口止め料をもらった。小林の車検代金が見つかり謝りに来たことをきっかけに小林を誘惑し関係を持ち、小林との情事の写真をネタに研究データを盗もうと小林を脅迫していたが、それが明らかになると「聖人から卒業する」と言い残し聖人と別れ、立ち去った。
（第28話までの出演）
中村秀則 - 久ヶ沢徹
桐生創薬研究所所員。研究所の経理に強く、研究者としての能力も和臣や章吾から信頼を置かれる程。和臣を尊敬しており研究所内では章吾に次ぐ古株。3年後、フリーライターの真紀が近寄り、別の製薬会社へ引き抜かれそうになるが、真紀の正体を知り研究所から姿を消す。
水口珠江 - 斉川あい
桐生創薬研究所所員。ファッションや恋愛には関心が無い、研究一筋で真面目な女だが、聖人から挑発され徐々に女らしくなる。高校では生物部、大学では薬学部に所属していた。サリナを嫌っていた。3年後、小林と婚約中。小林の就職と共に研究所をやめ、浜松へ行く。
小林透 - 白倉裕二
桐生創薬研究所所員。兄から学資援助を受けている。同僚の珠江に好意を寄せるが、恋愛経験が無い為、気持ちを上手く表現できない。誠実だが不器用な男。動植物が好きで、性格は研究熱心で真面目。サリナに誘惑され、こっそり関係を結ぶが、次第に様子がおかしくなる。心配していた礼子に聖人とサリナが研究所の研究成果を狙って脅迫していることを告白する。3年後、珠江と婚約しているが尻にしかれている。別の研究所への就職が決定し、桐生生薬研究所をやめて浜松へ。
秋元 - 浜田晃
一葉の父、以前から和臣を嫌っており、研究所に無償で貸し出されていた東谷の土地をゴルフ場にしようとするが、桐生家と地主との間でトラブルが起きる。一葉にお見合いを薦め、桐生家に近づかないよう命じた。一葉が心労で入院すると礼子に連絡をし、東谷の土地を自由に使ってくれと伝える。和臣が一葉にお見舞いとして持ってきた花をゴミ箱に捨てた。一葉と聖人の結婚は許可していない。
（第1部のみ）
吉住 - 松原正隆
金融ブローカー。以前から研究所の土地を狙っていたが、研究所の研究データも狙っている人物。しかし、聖人に金を貸しており、彩乃のサロンに出入りをする。
（第1部のみ）
長谷川真紀 - 真野裕子
フリーライター。「桐生生薬研究所」より条件のよい職場を世話すると中村に近づくが、実は聖人が送ったスパイであった。
（第45話から登場）
- その他の出演者たち

- ト字たかお
- 長克巳
- 金井茂
- 針原滋
- 小川隆市
- 黒沼弘己
- 築山万有美
- 累央
- 森喜行
- 石丸ひろし
- 青木和代
- 児玉頼信
- 相川武俊
- 星野晶子
- 亀山助清
- 川島美津子
- 鈴木美香
- 山本郁子
- 伊藤力
- 熊倉功
- 榊英訓
- 辞本直樹

- 佐々木亮
- 横田和也
- 山岸史卓
- 野仲イサオ
- 佐藤平
- しゅん
- 坂井寿美江
- 金井節
- 森富士夫
- 本多晋
- 春延朋也
- 深田將之
- 吉田伊吹
- 蓮見黎明（子役）
- 立石翔大（子役）
- 滝田匠（子役）
- 定野晃大（子役）
- 木村真那月（子役）
- 佐久間弁護士 ‐ 越村公一
- 北見誠
- 浜近高徳
- 西ノ園達大

- 桜井聖
- 池田良
- 徳永淳
- 佐藤祐四
- 古澤蓮
- デニス
- サイモン・ラウソン
- セーラ・ブランチ
- 谷本一
- 谷川俊
- 浜田大介
- 吉野家菊之介
- 徳井広基
- 中田博之
- 大石寛展
- 永井裕久
- 喜山茂雄
- 綾貴士
- 今井　‐　阿部六郎
- 井上浩
- 浜田道彦
- 茂木和範

## サブタイトル
| 第1部  | 第1部            | 第1部B | 第1部B       | 第2部  | 第2部              |         |              |
| 回数   | 第1週-第4週      | 回数   | 第5週-第7週  | 回数   | 第7週-第12週       |         | 視聴率       |
| ------ | ---------------- | ------ | ------------ | ------ | ------------------ | ------- | ------------ |
| 第1回  | 疑惑の瞬間       | 第21回 | 別荘の女     | 第37回 | 音信               | 最高    | 7.0%(第61回) |
| 第2回  | 覗き見           | 第22回 | いつか描く絵 | 第38回 | 疑い               | 最低    | 3.5%(第1回)  |
| 第3回  | 命の恩人         | 第23回 | 女の正体     | 第39回 | 警報               | 7月平均 | 4.5%         |
| 第4回  | 疑惑の罠         | 第24回 | 悪魔         | 第40回 | 本音               | 8月平均 | 4.9%         |
| 第5回  | 協力者           | 第25回 | 男の正体     | 第41回 | 桐生家の女         | 9月平均 | 5.5%         |
| 第6回  | 婚約者の過去     | 第26回 | 隠し事       | 第42回 | 二人の戦い         | 全平均  | 5.0%         |
| 第7回  | 邪悪な愛         | 第27回 | 家族の一員   | 第43回 | 足りない愛         |         |              |
| 第8回  | 正しい父親       | 第28回 | 破綻         | 第44回 | 二つの企み         |         |              |
| 第9回  | 汚れた金         | 第29回 | 嘘のない音色 | 第45回 | 作られた不倫       |         |              |
| 第10回 | 地下室の会話     | 第30回 | 黒い森       | 第46回 | 仕組まれた罠       |         |              |
| 第11回 | 殺意の真実       | 第31回 | 消えた手紙   | 第47回 | 二人の関係         |         |              |
| 第12回 | 別れの手紙       | 第32回 | 幽霊を助ける | 第48回 | 大きな嘘と小さな嘘 |         |              |
| 第13回 | 2度目の求婚      | 第33回 | すれ違うもの | 第49回 | 白い心と黒い心     |         |              |
| 第14回 | 天才的嘘つき     | 第34回 | ラストダンス | 第50回 | 愛と正義と寛大さ   |         |              |
| 第15回 | 愛の執念         | 第35回 | 祝杯         | 第51回 | 正義               |         |              |
| 第16回 | 届かない愛       | 第36回 | 決着         | 第52回 | 愛の在りか         |         |              |
| 第17回 | 正直な生き方     |        |              | 第53回 | 人の思い           |         |              |
| 第18回 | 知りたかったもの |        |              | 第54回 | 脱ぐ覚悟           |         |              |
| 第19回 | 月光             |        |              | 第55回 | 誘拐               |         |              |
| 第20回 | 殺意の真実       |        |              | 第56回 | かけがえのないもの |         |              |
|        |                  |        |              | 第57回 | 罪                 |         |              |
|        |                  |        |              | 第58回 | 夫婦の絆           |         |              |
|        |                  |        |              | 第59回 | 企みの終わり       |         |              |
|        |                  |        |              | 第60回 | 失われたもの       |         |              |
|        |                  |        |              | 第61回 | 囚われの身         |         |              |
|        |                  |        |              | 第62回 | 恨みと憎しみ       |         |              |
|        |                  |        |              | 第63回 | 黒い森             |         |              |
|        |                  |        |              | 最終回 | ひかり             |         |              |

- 視聴率は関東地区（ビデオリサーチ調べ）

## スタッフ
- 制作 - 東海テレビ放送、国際放映
- 脚本 - 坂上かつえ、岡崎由紀子、遠藤彩見
- 演出 - 奥村正彦（第1,2,5,6,9,12週）、村松弘之（第3,10,11週）、堀口明洋（第4,7,8週）
- プロデューサー - 風岡大（[東海テレビ）、河角直樹（国際放映）、浦井孝行（国際放映）
- 音楽 - 岩本正樹
- 技術協力 － バスク
- 協力 - KHKアート、マエヤマ、未来企画、マエダオート、東京衣装、ストロベリーキッズ　国際放映TMC-A1スタジオ　ほか
- 美術協力 - 株式会社ダルトン、KDDI、桐山製作所、KADOYA、TOSHIBA、トーソー、丸善、Nikon、ヤマト化学株式会社　ほか
- 衣装協力 - ワキタ、堀越ネクタイ、株式会社ラブエル、三愛、adidas、ジーンズメイト、フォーフォレ、リベラル　ほか
- 撮影協力 - JR東日本長野支社、台東区フェンシング協会、富士の国やまなしフィルムコミッション　ほか
- 広報 - 胡桃千春（東海テレビ）、山本章子（東海テレビ）

## 主題歌
- 砂川恵理歌　『ひかり』（よしもとR and C）
ジャコモ・プッチーニのオペラ『トゥーランドット』のアリア『誰も寝てはならぬ』に日本語詞をつけたもの。